# Емір Карич
Емір Карич (нім. Emir Karić, нар. 9 червня 1997, Лінц, Австрія) — австрійський та боснійський футболіст, фланговий захисник клубу «Штурм».

## Ігрова кар'єра

### Клубна
Емір Карич є вихованцем клубної академії ЛАСКа, в якій він займався футболом з 2005 року. З невеликою перервою на молодіжку «Юніорс», Карич грав в молодіжній команді ЛАСКа до 2015 року. 22 травня 2015 року у матчі проти «Ваккера» Емір дебютував на професійному рівні.
В основі ЛАСКа футболіст провів дві гри і вже в тому ж році перейшов до «Ліферінга». В складі якого провів три сезони в Другій лізі. В червні 2018 року Карич перейшов до «Альтаха», в складі якого забив свій перший гол на професійному рівні.
У 2021 році Карич перейшов до німецького «Дармштадт 98». Першу гру в Другій німецькій Бундеслізі футболіст провів 24 липня проти «Ян Регенсбург». В сезоні 2022/23 разом з командою Карич виборов право грати в першій Бундеслізі.
Влітку 2024 року Карич повернувся до Австрії, де уклав трирічний контракт з клубом «Штурм». 27 липня в кубковому матчі захисник дебютував у новій команді. В першому ж сезоні в складі «Штурма» Емір Карич виграв титул чемпіона Австрії.

### Збірна
Хоча на юнацькому рівні Карич виступав за збірні Австрії, в жовтні 2024 року він подав прохання на зміну спортивного громадянства з австрійського на боснійське.

## Титули
Штурм
 Чемпіон Австрії: 2024/25